# Боровко, Николай Африканович
Никола́й Африка́нович Боро́вко (1863—1913) — литературовед, учёный, журналист, пионер международного языка эсперанто.

## Биография
Родился 3 (15) августа 1863 года в городе Заславле Волынской губернии; был четвёртым сыном дворянина Екатеринославской губернии Африкана Ивановича Боровко; его мать умерла при родах, а отца не стало, когда ему было 10 лет.
Получил военное образование в Нижегородской военной гимназии, а затем в Константиновском училище.
В 1884 году был арестован и сослан в Сибирь для отбывания наказания в 4-м Сибирском батальоне за хранение запрещённых книг; был казначеем и библиотекарем. В этот период начал изучение эсперанто. В 1890 году был освобождён и вернулся в Одессу.
В 1891—1892 годах опубликовал статьи и свои первые новеллы, написанные на эсперанто, в журнале La esperantisto. В 1894 году в Одессе появляется одно из первых эсперанто-обществ, членами которого были В. Гернет, Н. Боровко, А. Чайковская и др. Это было время становления языка эсперанто и некоторые эсперантисты предлагали разные изменения и дополнения в эсперанто. Николай Боровко с Антониной Чайковской разослали сотни писем эсперантистам разных стран с просьбой проголосовать за один из трёх вариантов, предложенных Заменгофом: не вносить никаких изменений, внести некоторые конкретные изменения и внести все предложенные изменения. Подавляющее большинство проголосовало за первый вариант. В результате грамматика эсперанто осталась неприкосновенной.
В 1895 году, женившись на Антонине Чайковской, Боровко переехал в Петербург, где работал в фирме «Steel», занимаясь разработкой электрических методов в металлургии. Он продолжал там свою эсперанто-деятельность и а 1896 после отставки Ф. Каналоший-Лефлера был избран председателем петербургского общества эсперантистов Espero.
В 1902 году стал первым директором ялтинской городской общественной библиотеки. В 1905 году, после появления Манифеста Николая II о даровании жителям Российской империи гражданских свобод, в газете «Крымский курьер» были опубликованы три острые полемические статьи Николая Боровко, после чего он вместе с семьёй был выслан из Ялты. В «Крымском курьере» Боровко также вёл научное и литературное обозрения, библиографию, публиковал свои переводы. Например, за год до вызвавших такое недовольство властей статей, в 1904 году в газете появился его перевод поэмы Байрона «Шильонский узник», который, как отмечали специалисты, был более буквален, чем даже классический перевод Жуковского. С 1908 года он служил директором городской библиотеки в Симферополе.

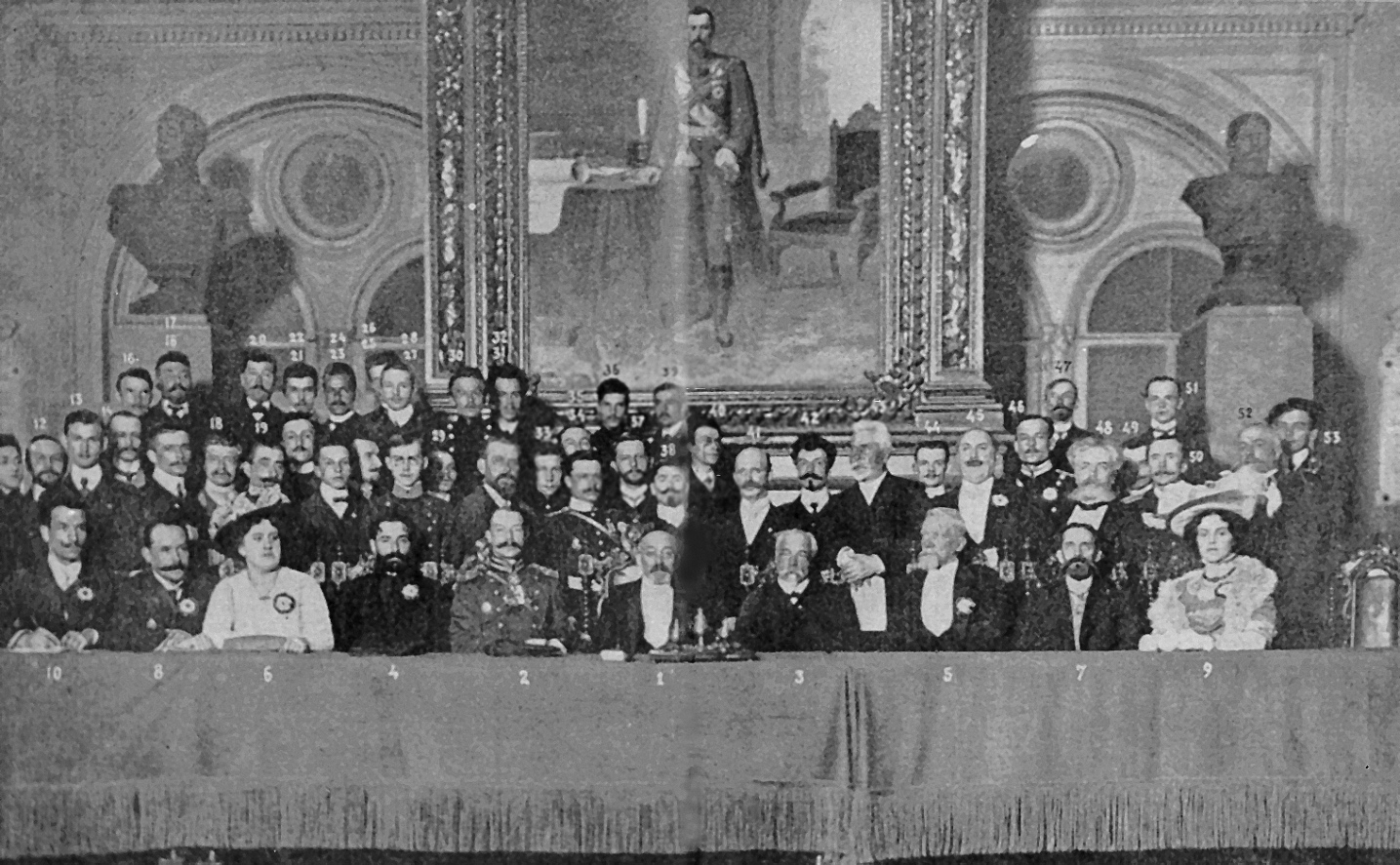
Первый съезд российских эсперантистов,
Санкт-Петербург, 1910

В 1911—1912 годах Боровко решительно выступал против Гастона Моша за фонетическое написание собственных имён на эсперанто.
В 1912—1913 годах возглавлял две экспедиции Крымского Общества естествоиспытателей и любителей природы, исследовавшие самый большой пещерный город Крыма — Тепе-Кермен, о происхождении которого не было никаких исторических сведений. Результаты исследований оказались в таком противоречии со старыми описаниями, что отчёт об экспедициях был составлен в виде очерка в 3-м томе записок Общества и издан в виде отдельной брошюры: Тепе-Кермен : [Пещер. город в Крыму] : Очерк : [С 29 рис. в тексте и схематич. план. расположения пещер]. — Симферополь: Крым. о-во естествоиспытателей и любителей природы, 1913. — 74, 57-63 с., 1 л. схем.: ил. Это описание до сих пор считается самым подробным и достоверным описанием Тепе-Кермен.
Умер 25 января (7 февраля) 1913 года и был похоронен на новом Симферопольском кладбище.

## Семья
Жена — известная эсперантистка Антонина Юстиновна Чайковская (1872—1948). Их дети:
- Нина Николаевна Боровко-Ланглет[бел.] (12.08.1896-1988) — эсперантистка, её муж шведский дипломат Вальдемар Ланглет. Во время второй мировой войны вместе с мужем участвовала в спасении евреев от нацистов в Венгрии[11].
- Лев Николаевич Боровко (1905—1911).